# Metandrocarpa sterreri
Metandrocarpa sterreri är en sjöpungsart som beskrevs av Monniot 1972. Metandrocarpa sterreri ingår i släktet Metandrocarpa och familjen Styelidae. Inga underarter finns listade i Catalogue of Life.